# 金子利喜男
金子 利喜男（かねこ りきお、1942年- ）は、日本の法学者。国際法学者。秋田県由利本荘市出身。
早稲田大学政治経済学部卒業。早稲田大学大学院法学研究科博士課程満期取得退学（指導教授:入江啓四郎、宮崎繁樹）。その後、高崎経済大学経済学部非常勤講師を経て、1982年、札幌大学外国語学部ロシア語学科助教授（国際関係論など担当）。1995年、札幌大学外国語学部ロシア語学科教授。2000年、世界市民法廷会長。2007年、NPO法人北海道ロシア文化協会副会長。2009年世界平和連邦府会長。2013年、札幌大学定年退職。札幌大学名誉教授。北東アジア共同体平和機構会長。2015年、第18回統一地方選挙の北海道議会選挙に札幌市豊平区選挙区から無所属で出馬したものの、最下位の3702票で落選した。

## 研究
専門は、国際法。特に、平和学、決定的期日、北方領土問題を研究。

## 著書
- 『地球社会の民主化と国際問題』三一書房　1981.9
- 『世界の領土・境界紛争と国際裁判』明石書店　2001.5初版/2009.5第2版